# Saint-Bômer-les-Forges
Saint-Bômer-les-Forges is een gemeente in het Franse departement Orne (regio Normandië). De plaats maakt deel uit van het arrondissement Alençon. Saint-Bômer-les-Forges telde op 1 januari 2022 1.023 inwoners.

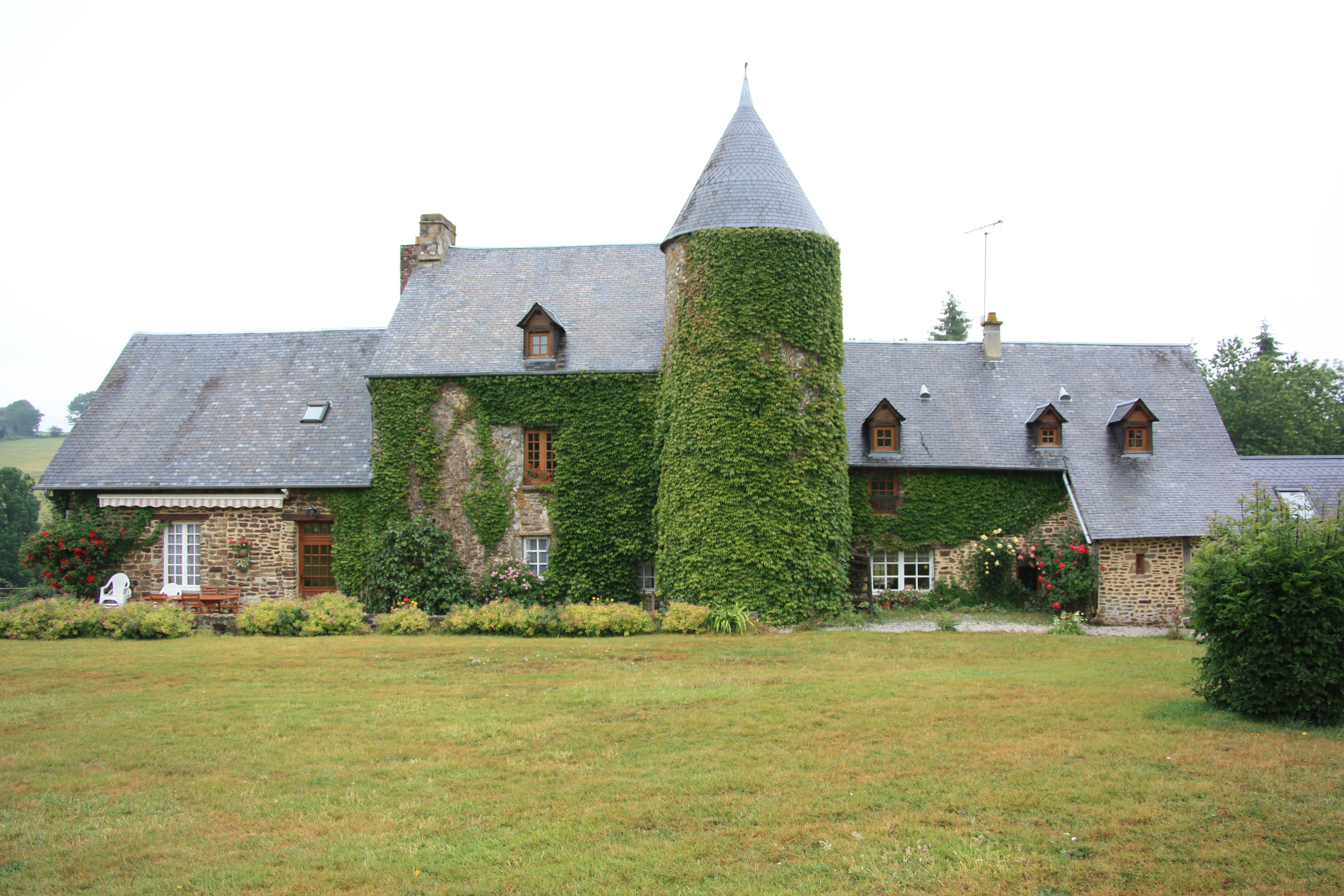
Landhuis Nocherie
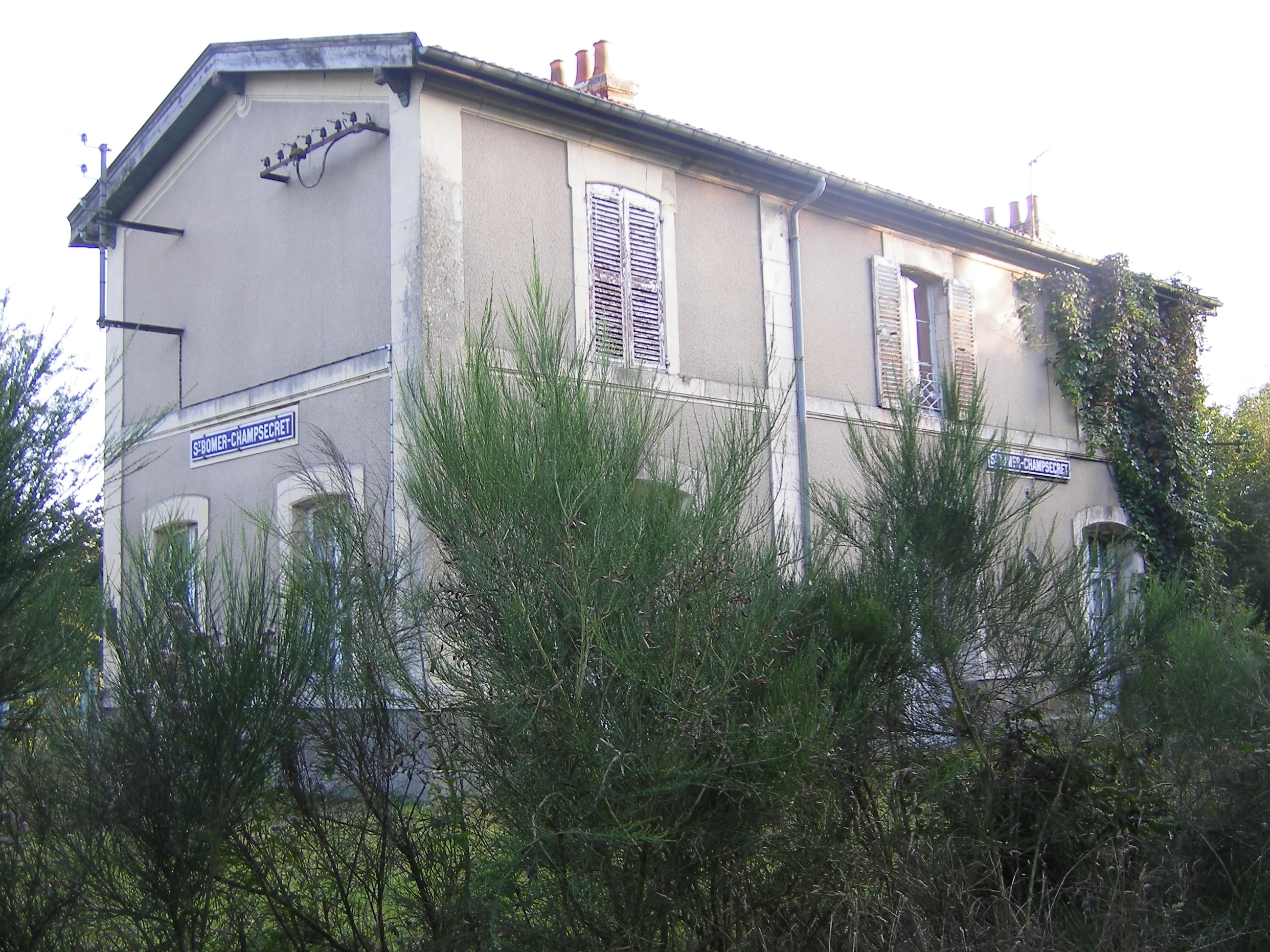
Station van Saint-Bômer

## Geografie
De oppervlakte van Saint-Bômer-les-Forges bedroeg op 1 januari 2022 31,08 vierkante kilometer; de bevolkingsdichtheid was toen 32,9 inwoners per km².

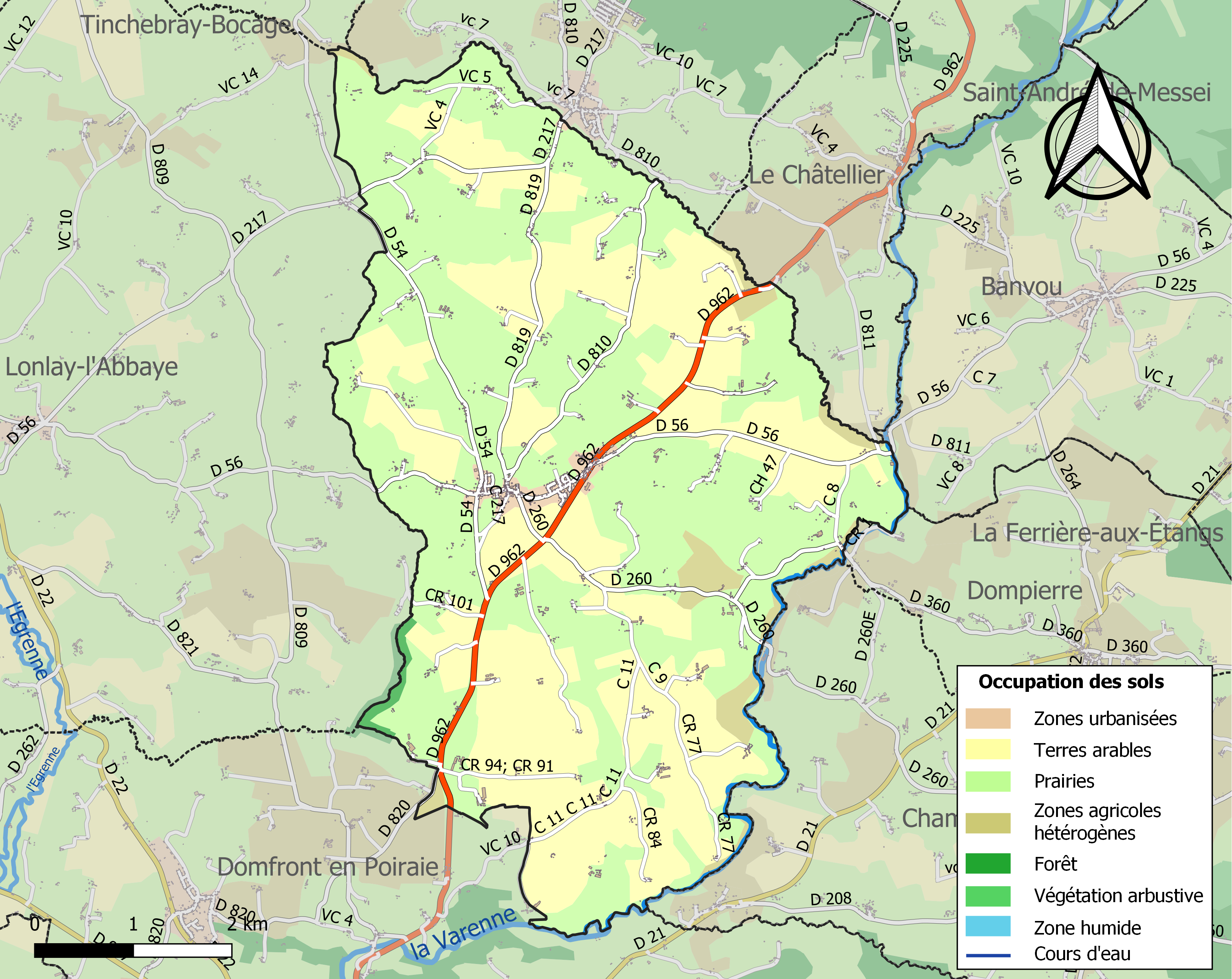
Kaart van de gemeente met belangrijkste infrastructuur, bodemgebruik en omliggende gemeenten

## Demografie
Onderstaande figuur toont het verloop van het inwonertal (bron: INSEE-tellingen).